# تجارت عشق
تجارت عشق (انگلیسی: Trade Your Love؛‏ کره‌ای: 어쩌다, 결혼) فیلم کمدی رمانتیک محصول سال ۲۰۱۹ کره جنوبی به کارگردانی پارک هو چان و پارک سو جین است. در این فیلم کیم دونگ ووک و کو سونگ هی ایفای نقش کردند.

## خط داستانی
سونگ‌سوک و هه‌جو در یک قرار آشنایی (بلایند دیت) با هم آشنا می‌شوند و تصمیم می‌گیرند برای رسیدن به خواسته‌هایشان وارد یک ازدواج قراردادی شوند.

## بازیگران
- کیم دونگ ووک در نقش سونگ سوک
- کو سونگ هی در نقش هه جو
- هوانگ بو را در نقش سونگ می یون
- کیم یی سونگ در نقش کاپیتان چه
- ایم یه جین در نقش مادر هه جو
- یوم جونگ آه در نقش خانم چون
- چوی گو در نقش پارک هی رو
- لی چه اون در نقش اوه هه جین
- جو وو جین در نقش رئیس سو
- کانگ شین چول در نقش لی جه یونگ
- سون جی هیون در نقش کیم شین آه
- کیم سون یونگ در نقش جو سو جونگ
- یو سونگ موک در نقش مربی
- لی جون هیوک در نقش عکاس استودیو عروسی